# Líder (diario)
Líder es un diario matutino especializado en deportes que circula en Venezuela desde el 4 de octubre de 2004. Pertenece al Grupo Últimas Noticias. El diario nació también gracias a la asociación con el diario Marca (periódico) de España. Su primer director fue Francisco Blavia (2004-2007), quien lideró el proyecto junto al jefe de redacción Gerardo Blanco en sus primeros años. La información del diario en su mayoría es de carácter nacional, resaltando los resultados y noticias del deporte venezolano, sin dejar de lado el mundo deportivo internacional.
Actualmente, su Jefe de Redacción es Gerardo Blanco, y el Director es Hugo Chávez. Su tendencia siempre ha sido favorable al gobierno de Nicolás Maduro.
En diciembre de 2008, Líder invitó al jugador de béisbol profesional Bob Abreu a formar parte del personal como director invitado. En Venezuela es primera vez que un medio impreso hace algo así.[cita requerida] En el desempeño de este cargo, Bob tuvo total autonomía para decidir que portada se debía utilizar, así como también las pautas de los periodistas para así lograr obtener una versión del diario según la visión del pelotero.
En 2009, repitieron la estrategia, pero con Andrés Galarraga en el año 2011 el invitado fue Omar Vizquel. 
Su principal competidor es el diario Meridiano del grupo editorial Bloque Dearmas.